# ファイヤーバディ
ファイヤーバディ（原題：Firebuds）はディズニー・テレビジョン・アニメーションの幼児向けアニメ。ディズニージュニアにてアメリカ合衆国では2022年、日本では2023年より放送されている。

## 概要
本作はボー、ジェイデン、バイオレットの3人が「ファイヤーバディ」というチームを組んで、車、動物、困っている人たちを助けていくストーリーとなっている。
原案は『ちいさなプリンセス ソフィア』『アバローのプリンセス エレナ』のクレイグ・ガーバー。ただし前2作と異なり舞台は魔法の存在しない現代都市となっており、キャラクターも全てオリジナルである。ガーバーは今作のテーマについて、地域奉仕の精神と「人のために自分を後回しにする」ことを挙げている。
物語の舞台はアメリカー（Ameri"car"）の主にファイヤーバディが暮らすギアボックス・グローブと都市のモトポリス。この世界の人間は、おとなも子どもも人格を持つ自動車が相棒（"Vroom-Mate"）としてともに行動することが特徴である。

## 日本での展開
2023年4月9日にディズニー・チャンネルで第1話と第2話を先行放送し、同年4月15日からディズニー・チャンネルで土曜・日曜 9時00分 - 9時30分に暫くのレギュラー放送が開始。以降は時間帯を変えつつディズニージュニアを中心に放送されている。
2024年8月14日よりDisney+にて配信中。ページには原題の"Firebuds"を用いているため、邦題で検索しても視聴できない可能性がある。またロゴは日本語ではあるものの、放送時の本編に表示されるのものとはフォントが異なる。

## キャラクター

### ファイヤーバディ（Firebuds）
ボー・バヤニ（Bo Bayani）
声 - 篠田みなみ 英 - デクラン・ホエーリー
消防士を目指す男の子。「ファイヤーバディ」のリーダー。
名前の「バヤニ」はタガログ語で「英雄」を意味する。
バイオレット・ベガボーン（Violeta Vidalia Virginia "Violet" Vega-Vaughn）
声 - 遠野ひかる 英 - ヴィヴィアン・ヴェンサー
運動が得意な女の子。怪我や故障にも詳しく親切。育ての両親はレズビアンのカップル。
ジェイデン・ジョーンズ（Jaden Jamal Jones）
声 - 花井美春 英 - ジェコビ・スウェイン
発明と食べることが大好きな男の子。両親は警察官で、亡き祖母は発明家。
フラッシュ・ファイヤーソン（Flash Fireson）
声 - 永塚拓馬 英 - テレンス・リトル・ガーデンハイ（シーズン1）→カーター・ジョーンズ（シーズン2）
ボーの相棒の消防車。元気でやりたがり。
アクセル・アンブローズ（Axl Ambrose）
声 - 鈴木絵理 英 - リリー・サンフェリッポ
バイオレットの相棒の救急車。大胆な性格で速く走る。
ピストン・ポーター（Piston Porter）
声 - 尾崎由香 英 - ケイレブ・パドック
ジェイデンの相棒のパトカー。こだわりが強く、安全第一が口癖。

### ファイヤーバディの家族

#### バヤニ・ファイヤーソン家
ビルとフェイ（Chief Bill Bayani and Chief Faye Fireson）
ボーの父とフラッシュの母。ともにギアボックス・グローブ消防署長を務める。
べス（Beth Bayani）
声 - 中村慈
ボーの母。セラピストでユダヤ教徒。
フロイド（Floyd Fireson）
フラッシュの父。建築カー。
ポップコーン（Popcorn）
ボーの飼い犬。よく跳ねるダルメシアン。
ベンとフリート（Benigno "Ben" Bayani and Fleet Fireson）
声 - 平林剛（ベン）
ボーとフラッシュの祖父たち。偉大な消防士として町で慕われており、像も建てられている。

#### ジョーンズ・ポーター家
ジェナとピート（Jenna Jones and Pete Poter）
声 - 二階堂結（ジェナ）
ジェイデンの母とピストンの父。モトポリス警察署の副署長。
ジャマルとパム（Jamal Jones and Pam Poter）
ジェイデンの父とピストンの母。モトポリスの交通警察官。
ジャジーとパイパー（Jazzy Jones and Piper Poter）
声 - 大森日雅（ジャジー）
ジェイデンとピストンの妹たち。ジャジーは背骨の病気を患っており、"車椅子カー"のパイパーで移動をする。

#### ベガボーン・アンブローズ家ほか
バルとアーニー（Val Vega-Vaughn and Arnie Ambrose）
バイオレットの養母とアクセルの父。バルは人間の救急救命士。
ビブとAJ（Viv Vega-Vaughn and AJ Ambrose）
声 - 前田玲奈（ビブ）
もう一組のバイオレットの養母とアクセルの父。ビブは車の緊急修理士。
ヨランダ・ヤマダ（Yolanda Yamada）
バイオレットの実母。サーカスでアクロバットを披露している。

### ギアボックス・グローブ小学校（Gearbox Grove Elementary）
ファイヤーバディの通う学校。

#### 先生
ウェクスウェル先生とクーリッジ先生（Mr. Wexell and Mr. Coolidge）
ファイヤーバディたちの学級担任。
ケイガン校長とDコーチ（Principal Kargan and Coach D）
優しい校長先生とスポーツコーチのジープ。
ローラとラッチ（Laura and Latch）
声 - 折井あゆみ、平林剛 英 - リサ・ローブ、アル・ヤンコヴィック
さすらいのシンガーソングライターと心配性の古いバス。音楽の先生として町に留まることとなった。

#### ファイヤーバディのクラスメイト
イギーとロッド（Ignatius "Iggy" Irons and Roderick "Rod" Royce）
声 - 村井美里、池田恭祐
利己的な男の子とスポーツカー。タレントの経歴も持つ。
ジューンとバンス（June Ramirez and Vance）
声 - 北川里奈、日野まり
ジャーナリストを目指す女の子と中継車。「ジューン・チューブ」でニュース配信をしている。
ハリーとカーリー（Harry Haphazard and Carly）
内気な男の子と活発な普通車。カーリーはファイヤーバディの大ファン。

#### 課外クラブ
ブリジットとシンダー（Bridget and Cinder）
声 - 松田利冴（ブリジット）
ファイヤーバディが所属する「レスキュークラブ」の部長と消防車。

### サブキャラクター
パウ、バン、ジップ（Pow, Bang and Zip）
声 - 久保ユリカ、 安齋由香里、前川涼子
お子様カーの3兄弟。パウは緑色、バンは青、ジップは黄色。
アルとフェルナンド（Chef Al and Chef Fernando）
「オーバードライブ・カフェ」のシェフとキッチンカー。フェルナンドは車向けフレスカを作る。
マリーナとバネッサ（Marina Ramirez and Vanessa）
声 - 日野まり（マリーナ）
ジューンとバンスの母。ニュースキャスターと中継車。
アイリス（Iris）
声 - 東城未来
紫色のアイスクリームトラック。
エセル（Ethel）
声 - 永峰遙
モトポリス警察署で働くパトカー。
コーリーとヘイロー（Cory and Halo）
引っ越してきた女の子と器用なヘリコプター。

#### 悪役
ウェインとグラント（Wayne Riley and Grant）
怪盗「ライリー兄妹」の兄と逃走車。ウェインは発明が自慢。
ワイリーとゲージ（Wiley Riley and Gauge）
声 - 前川涼子、松田利冴
「ライリー兄妹」の妹と逃走車。
ファイヤーバディの道具から博物館の展示品まで盗みに来る。
ハーレーとヒート（Harley and Heat）
ワイリーの新しい仲間「ワイルド・ホイールズ」の一組。ヒートは緑色のオートバイ。
クレアとクルーザー（Claire and Cruiser）
「ワイルド・ホイールズ」のもう一組。クルーザーは青いオートバイ。
ルイ・ラムとスロットル（Louie Lam and Throttle）
屈強な男性と逃走車。転売目的の窃盗を繰り返している。スロットルの方が積極的。

## エピソード
Disney+ではサブタイトルの表示が本来の邦題と異なり、原題の直訳となっている。

### シーズン1
| 話数               | 話数     | 邦題                                   | 原題                                  | 放送日             | 放送日        |
| アメリカ合衆国の旗 | 日本の旗 | 邦題                                   | 原題                                  | アメリカ合衆国の旗 | 日本の旗      |
| ------------------ | -------- | -------------------------------------- | ------------------------------------- | ------------------ | ------------- |
| 1                  | 1        | ぼくらファイヤーバディ                 | Car in a Tree                         | 2022年 9月21日     | 2023年 4月9日 |
| 1                  | 1        | ワンちゃんをまもれ                     | Dalmatian Day                         | 2022年 9月21日     | 2023年 4月9日 |
| 2                  | 2        | かいとうライリーきょうだい             | Hubcap Heist                          | 2022年 9月21日     | 2023年 4月9日 |
| 2                  | 2        | シェフをみつけろ                       | Food Truck Fiasco                     | 2022年 9月21日     | 2023年 4月9日 |
| 3                  | 3        | ツリーハウスを たてよう                | Treehouse Trouble                     | 9月22日            | 4月23日       |
| 3                  | 3        | とうそうしゃを おいかけろ              | The Getaway Car That Got Away         | 9月22日            | 4月23日       |
| 4                  | 4        | かぞくで ピクニック                    | Picnic Pile-Up                        | 9月23日            | 4月30日       |
| 4                  | 4        | バディではしろう                       | Duo Dash                              | 9月23日            | 4月30日       |
| 5                  | 14       | こわくない おばけやしき                | The Not-So Haunted House              | 9月30日            | 10月9日       |
| 5                  | 14       | おかしどろぼうを つかまえろ            | Halloween Heroes                      | 9月30日            | 10月9日       |
| 6                  | 5        | おとまりで はりこみ                    | Sleepover Stakeout                    | 10月7日            | 5月7日        |
| 6                  | 5        | レスキュークラブ                       | Rescue Club                           | 10月7日            | 5月7日        |
| 7                  | 6        | あんぜんが いちばん                    | Cliffhanger                           | 10月14日           | 5月14日       |
| 7                  | 6        | マグチャガッカの こころ                | The Very First Fire                   | 10月14日           | 5月14日       |
| 8                  | 8        | ぬまで だいじけん                      | Marsh Mayhem                          | 10月21日           | 5月28日       |
| 8                  | 8        | みんなのアート                         | The Art of Friendship                 | 10月21日           | 5月28日       |
| 9                  | 11       | あらしに そなえよう                    | Lights Out                            | 10月28日           | 8月19日       |
| 9                  | 11       | タマゴのママ                           | Handle with Car                       | 10月28日           | 8月19日       |
| 10                 | 9        | かくれがの わな                        | Transmission Impossible               | 11月4日            | 8月5日        |
| 10                 | 9        | カークール                             | Carkour                               | 11月4日            | 8月5日        |
| 11                 | 10       | じぶんを たいせつに                    | Care-A-Van Club                       | 11月11日           | 8月12日       |
| 11                 | 10       | みんなの しごと                        | Mud About You                         | 11月11日           | 8月12日       |
| 12                 | 7        | かわで レスキュー                      | River Rescue                          | 11月18日           | 5月21日       |
| 12                 | 7        | もりの こわいはなし                    | Big Tread                             | 11月18日           | 5月21日       |
| 13                 | 15       | とくべつな おまつり                    | Hanukkah Hullabaloo                   | 11月28日           | 12月3日       |
| 13                 | 15       | カーぞり レース                        | The Christmas Car-Sled Race           | 11月28日           | 12月3日       |
| 14                 | 12       | きんきゅうじたい？                     | Call of the Siren                     | 12月9日            | 8月26日       |
| 14                 | 12       | パパは こうつうけいさつかん            | Jamal's Jam                           | 12月9日            | 8月26日       |
| 15                 | 13       | おじいちゃんの たんじょうび            | Bayani Cookout                        | 12月16日           | 9月3日        |
| 15                 | 13       | しっかり やすもう                      | Rest of the Best                      | 12月16日           | 9月3日        |
| 16                 | 16       | ピストンの あんぜんうんてん きょうしつ | Piston's Driving School               | 2023年 1月13日     | 9月10日       |
| 16                 | 16       | ジャジーランド                         | Jazzyland                             | 2023年 1月13日     | 9月10日       |
| 17                 | 17       | ワンちゃんを おえ                      | Puppy Pursuit                         | 2月3日             | 9月17日       |
| 17                 | 17       | アイスクリームを まもれ                | The Ice Cream Truck Bandits           | 2月3日             | 9月17日       |
| 18                 | 18       | レスキュー・カーニバル                 | Cleft Hood                            | 3月10日            | 9月24日       |
| 18                 | 18       | きえたワンちゃんの おうち              | The Case of the Disappearing Doghouse | 3月10日            | 9月24日       |
| 19                 | 19       | キラキラの スター                      | All That Jazzy                        | 4月7日             | 10月1日       |
| 19                 | 19       | かわいいイグアナ                       | Iguana Hold Your Hand                 | 4月7日             | 10月1日       |
| 20                 | 20       | みんなの ヒーロー                      | Shelter Island                        | 5月4日             | 不明          |
| 20                 | 20       | ファイヤーバディは さいこう            | Escape from Shelter Island            | 5月4日             | 不明          |
| 21                 | 21       | みんなの安全ショー                     | The Super Safety Show                 | 6月30日            | 不明          |
| 21                 | 21       | お仕事デー                             | Job-O-Rama Day                        | 6月30日            | 不明          |
| 22                 | 23       | だれでも しゅやく                      | Star Vehicle                          | 7月7日             | 不明          |
| 22                 | 23       | ねつが でたら                          | Firebuds Fever                        | 7月7日             | 不明          |
| 23                 | 24       | たんじょうびの ほのお                  | The Birthday Blaze                    | 7月14日            | 不明          |
| 23                 | 24       | いいね！アクセル！                     | Everybody Loves Axl                   | 7月14日            | 不明          |
| 24                 | 25       | あおぞらのハイウェイ                   | The Four Door Troubadours             | 7月21日            | 不明          |
| 24                 | 25       | モトポロ                               | Moto-Polo!                            | 7月21日            | 不明          |
| 25                 | 22       | おてほんレスキュー                     | Roller Coaster Rescue                 | 8月4日             | 不明          |
| 25                 | 22       | あたらしい ほんぶ                      | The Night Shift                       | 8月4日             | 不明          |

### シーズン2
| 話数（通算）       | 話数（通算） | 邦題                             | 原題                           | 放送日             | 放送日          |
| アメリカ合衆国の旗 | 日本の旗     | 邦題                             | 原題                           | アメリカ合衆国の旗 | 日本の旗        |
| ------------------ | ------------ | -------------------------------- | ------------------------------ | ------------------ | --------------- |
| 26                 | 26           | あたらしい なかま                | Hello, Halo!                   | 2023年 11月1日     | 2024年 5月19日  |
| 26                 | 26           | キツツキさんを とろう            | What's Up, Woodpecker?         | 2023年 11月1日     | 2024年 5月19日  |
| 27                 | 27           | ほんとうは つよい？              | Sugar Crash                    | 11月2日            | 2024年 5月19日  |
| 27                 | 27           | パパのグリルガード               | The Cut N                      | 11月2日            | 2024年 5月19日  |
| 28                 | 28           | はくぶつかんで おおさわぎ        | Mayhem at the Museum           | 11月3日            | 5月26日         |
| 28                 | 28           | うしろむきの くるま              | Wrong Way Rescue               | 11月3日            | 5月26日         |
| 29                 | 29           | てづくりのアップルパイ           | Apple Pie Peril                | 11月10日           | 6月2日          |
| 29                 | 29           | あらしが くるまえに              | Hike & Seek                    | 11月10日           | 6月2日          |
| 30                 | 31           | クリスマスのプレゼント           | Blizzard Buds                  | 11月30日           | 8月4日          |
| 30                 | 31           | ママといっしょの おしょうがつ    | Parade Escapade                | 11月30日           | 8月4日          |
| 31                 | 32           | しゅうりこう アニー              | Annie Spokely                  | 12月15日           | 8月4日          |
| 31                 | 32           | イングリッドのおともだち         | Ingrid on Ice                  | 12月15日           | 8月4日          |
| 32                 | 33           | ねんに いちどの かがくさい       | Science Fair Snafu             | 2024年 1月12日     | 8月4日          |
| 32                 | 33           | さがしもの きょうそう            | The Scavenger Hunt             | 2024年 1月12日     | 8月4日          |
| 33                 | 34           | かけいずの き                    | Balancing Act                  | 2月9日             | 11月30日        |
| 33                 | 34           | モンスター・トラック             | Monster Truck Piston           | 2月9日             | 11月30日        |
| 34                 | 30           | ペットを かうには                | Skitty Kitty                   | 3月8日             | 8月4日          |
| 34                 | 30           | みずを のもう                    | Heat Wave                      | 3月8日             | 8月4日          |
| 35                 | 35           | でんしゃ きゅうしゅつ マニュアル | Wayne's Trains and Automobiles | 3月22日            | 12月7日         |
| 35                 | 35           | ジャジーバディ                   | Jazzy Buds                     | 3月22日            | 12月7日         |
| 36                 | 40           | あのこが しんぱい                | The Drive Along                | 5月3日             | 2025年 2月15日  |
| 36                 | 40           | レスキュークラブ・レンジャー     | Rescue Club Rangers            | 5月3日             | 2025年 2月15日  |
| 37                 | 41           | ひのみやぐらで おおさわぎ        | Fire Tower Frenzy              | 5月10日            | 3月1日          |
| 37                 | 41           | ケーキで ゆうしょう              | What's Cookin?                 | 5月10日            | 3月1日          |
| 38                 | TBA          |                                  | Woodland Wiley                 | 5月17日            | 未定            |
| 38                 | TBA          | P.l. Piston                      |                                | 5月17日            | 未定            |
| 39                 | TBA          |                                  | Mayor for the Day              | 5月24日            | 未定            |
| 39                 | TBA          | Doser Disaster                   |                                | 5月24日            | 未定            |
| 40                 | 42           | そらからの きゅうじょ            | Haywire Halo                   | 5月31日            | 3月8日          |
| 40                 | 42           | シェフになりたい                 | Smorgasburger                  | 5月31日            | 3月8日          |
| 41                 | 43           | きゅうじょが したい              | Windy Wheels                   | 6月7日             | 6月1日          |
| 42                 | 37           | フラッシュは おおいそがし        | Full-Time Flash                | 6月7日             | 2024年 12月14日 |
| 42                 | 37           | たつまきを おいかけろ！          | Bubba Trouble                  | 6月7日             | 2024年 12月14日 |
| 43                 | 38           | スカーレットとスキッド           | Scarlett & Skid                | 6月28日            | 2025年 2月15日  |
| 43                 | 38           | ルイ・ラムをさがせ               | Alpine Adventure               | 6月28日            | 2025年 2月15日  |
| 44                 | TBA          |                                  | Guac and Roll                  | 7月5日             | 未定            |
| 44                 | TBA          | All-Terrain Trek                 |                                | 7月5日             | 未定            |
| 45                 | 39           | キャンプじょうを まもれ！        | The Camp Fire!                 | 7月24日            | 2月15日         |
| 46                 | 45           | ほんぶは おばけやしき            | The Haunted HQ                 | 9月30日            | 2024年 10月14日 |
| 46                 | 45           | おばあちゃんの おもいで          | All Soul's Surprise            | 9月30日            | 2024年 10月14日 |
| 47                 | TBA          |                                  | Bamboozled Bo                  | 10月7日            | 未定            |
| 47                 | TBA          | Food in a Flash                  |                                | 10月7日            | 未定            |
| 48                 | TBA          |                                  | Hey, Dude                      | 2025年 4月28日     | 未定            |
| 49                 | 36           | かんぺきな ははのひ              | Mother's Day Mess              | 5月5日             | 2025年 5月10日  |

## 日本語版スタッフ
- 翻訳 - 村上美智子
- 演出 - 田中亮
- 音楽演出 - 市之瀬洋一
- 録音制作 - グロービジョン